# Магелланов кулик-сорока
Магелланов кулик-сорока (лат. Haematopus leucopodus) — птица семейства Кулики-сороки (Haematopodidae).
Вид распространён в Аргентине, Чили и на Фолклендских островах. Встречается на песчаных побережьях и у пресноводных озёр.
Тело длиной 42—46 см, длина крыла от 23,7 до 26,7 см, вес тела 585—700 г. Голова, грудь, спина, крылья и хвост чёрные. Брюхо, подхвостье и перья на внутренней стороне крыльев белые. Длинный клюв оранжевого цвета. Окологлазное кольцо жёлтое. 
Гнездится во внутренних регионах на высокогорных лугах. Во внебрачный период мигрирует к морскому побережью. Питается дождевыми червями и личинками насекомых, а на морском побережье - моллюсками, крабами и полихетами. Сезон размножения приходится на сентябрь-октябрь. Гнездо представляет собой неглубокое углубление в песке или среди морских водорослей, выброшенных на берег. Кладка состоит из двух тёмно-оливково-коричневых или зелёных яиц.